# Königsberg in Bayern
|  | Per a altres significats, vegeu «Königsberg». |

 Königsberg in Bayern  (oficialment  Königsberg i.Bay. ) és una ciutat a la comarca franca Haßberge a Baviera, situada entre Coburg i Schweinfurt.
Königsberg és famós per les seves cases de parets entramades en el centre històric. La posició de la Sal, al centre de la ciutat, segueix sent un conjunt extraordinàriament complet de cases de parets entramades i ha estat declarada monument nacional. En aquest barri es troben un monument en honor de Regiomontanus, el "Tillyhaus", l'Ajuntament i, en aquest, una estàtua de Roland. L'Església de Santa Maria (Marienkirche), d'estil gòtic clàssic, va ser construïda entre 1397 i 1432 i, mentre que Königsberg va ser destruït en la Guerra dels Trenta Anys, aquesta va quedar incòlume. És considerada una de les Hallenkirche (esglésies típiques del gòtic alemany que tenen les tres naus a la mateixa alçada) més vistoses de Franconia i s'hi troba una còpia del relleu de L'Últim Sopar de la Kreuzkirche de Dresden, obra de l'escultor Heinrich Epler, nascut a Königsberg.

## Ciutadans il·lustres
- El ciutadà més famós és el matemàtic i astrònom Johannes Müller (6 juny 1436 - 6 de juliol de 1476), que va adoptar com a sobrenom la forma llatina de Königsberger (habitant de Königsberg): Regiomontanus.
- Johannes Marcellus, (1510 - 25 de desembre de 1552), filòleg i poeta, també es va cridar Regiomontanus per la seva ciutat d'origen.
- El reformador Balthasar During.
- El mariscal imperial de camp i diplomàtic Friedrich Heinrich von Seckendorff.
- El compositor Wolfgang Carl Briegel.
- L'escultor i professor de l'Acadèmia de Belles Arts de Dresden Heinrich Epler.